# Potomac Creek Bridge
Die Potomac Creek Bridge war eine eingleisige hölzerne Eisenbahnbrücke im Stafford County, Virginia, USA. Sie führte die Richmond, Fredericksburg and Potomac Railroad über den Potomac Creek, einen kleinen Nebenfluss, der etwa 70 km unterhalb von Washington, D.C. in den Potomac River mündet.
Die 122 m (400 ft) lange und 24,4 m (80 ft) hohe Brücke hatte zwei Steinpfeiler und drei hölzerne Fachwerkträger. Sie stand rund 100 m neben der jetzigen Brücke. Nur Reste des südlichen Widerlagers an der schmalen Leeland Road erinnern an sie.
Die 1842 eröffnete Eisenbahnstrecke verband Richmond und Fredericksburg zunächst mit dem Aquia Creek weiter nördlich am Potomac River, später auch mit Alexandria.
Im Amerikanischen Bürgerkrieg zwischen 1861 und 1865 spielte sie eine wichtige Rolle zunächst für die Versorgung der Konföderierten, dann für den Nachschub und Truppentransport der Unionsstaaten.

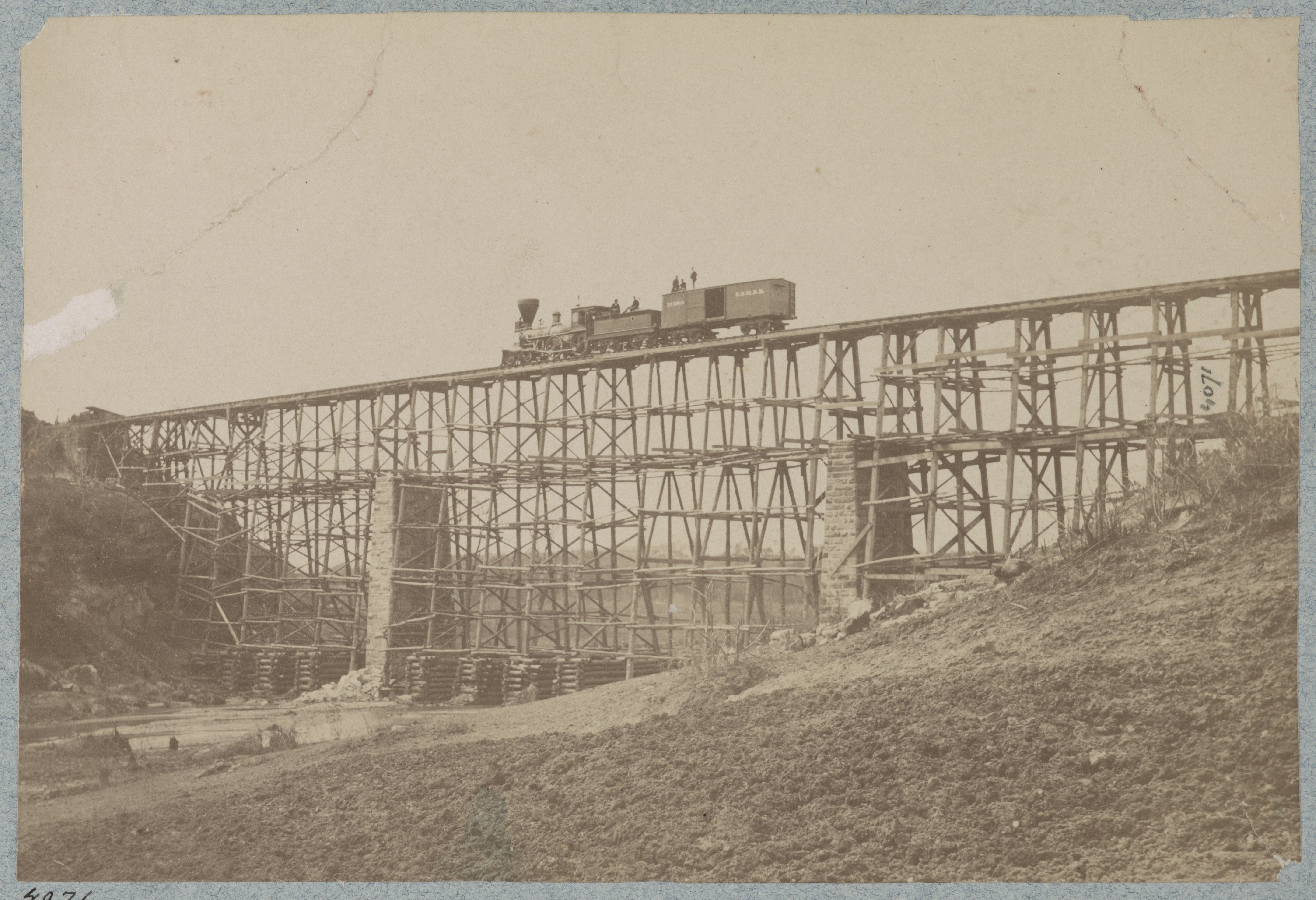
„Brücke aus Maisstengeln und Bohnenstangen“

1862 zerstörten die Konföderierten die Strecke und die Brücke auf ihrem Rückzug. Herman Haupt, der zum Leiter des U.S. Military Railroads (USMRR) (Amt für Militäreisenbahnen) ernannt worden war, gelang es im Mai 1862, eine Trestle-Brücke aus frisch gefällten Stämmen in nur neun Tagen provisorisch für Fußgängerverkehr und in insgesamt zwei Wochen für den Eisenbahnverkehr wieder aufzubauen. Täglich 10 bis 20 Güterzüge passierten sie danach in beide Richtungen. Präsident Abraham Lincoln zeigte sich bei einer Inspektionsfahrt am 23. Mai 1862 beeindruckt von Haupts Arbeit, zu der er später vermerkte: „Dieser Mensch Haupt hat eine vierhundert Fuß lange und einhundert Fuß hohe Brücke über den Potomac Creek gebaut, die stündlich von beladenen Zügen überquert wird und die aus nichts anderem als Maisstengeln und Bohnenstangen besteht.“
Schon im Oktober 1862 wurde sie von den Unionstruppen wieder verbrannt. Im Lauf des Krieges wurde sie insgesamt viermal zerstört und wieder aufgebaut. In dieser Zeit entwickelten Haupt und seine Organisation eine beachtliche Fähigkeit, hölzerne Eisenbahnbrücken in ein bis drei Tagen wieder zu errichten. Dazu entwickelte er vorgefertigte 18-m-Träger (60 ft trusses), die auf Güterwagen schnell zur Baustelle gebracht werden konnten.
Im Frühjahr 1863 ließ Haupt die Trestle-Brücke durch eine mit Bögen verstärkte Fachwerkbrücke ersetzen. Ihr Oberbau bestand erstmals aus standardisierten Militär-Fachwerkträgern, die in der Länge an verschiedene Spannweiten angepasst und mit einfachsten Mitteln von ungelernten Monteuren errichtet werden konnten. Sie wurde in eineinhalb Tagen errichtet, ohne dass der Nachschub über die Brücke gestört worden wäre.
Die Brücke bestand bis 1899, als die Strecke auf einer neuen Trasse zweigleisig ausgebaut wurde.